# Ramón Delgado
Ramón Delgado (ur. 14 listopada 1976 w Asunción) – paragwajski tenisista, reprezentant w Pucharze Davisa.

## Kariera tenisowa
Jako zawodowy tenisista Delgado występował w latach 1995–2011.
W grze pojedynczej wygrał 9 turniejów rangi ATP Challenger Tour. W rozgrywkach rangi ATP World Tour jest finalistą zawodów w Bogocie z listopada 1998 roku. Pojedynek finałowy przegrał z Mariano Zabaletą 4:6, 4:6.
W latach 1994–2010 Delgado reprezentował kraj w zmaganiach o Puchar Davisa. Rozegrał dla zespołu 73 meczów. W singlu wygrał 39 pojedynków, a w deblu 14 meczów. W roku 2004 był blisko wprowadzenia drużyny do najwyższej klasy rozgrywek, grupy światowej, jednak Paragwajczycy przegrali rywalizację z Czechami.
Najwyżej sklasyfikowany w rankingu singlistów był na 52. miejscu w koniec kwietnia 1999 roku, natomiast w zestawieniu deblistów w połowie czerwca 2007 roku zajmował 91. pozycję.

### Finały w turniejach ATP World Tour
| Legenda                       |
| Wielki Szlem                  |
| Tennis Masters Cup            |
| ATP Masters Series            |
| Igrzyska olimpijskie          |
| ATP International Series Gold |
| ATP International Series      |

#### Gra pojedyncza (0–1)
| Końcowy wynik | Nr | Data             | Turniej | Nawierzchnia | Przeciwnik       | Wynik finału |
| ------------- | -- | ---------------- | ------- | ------------ | ---------------- | ------------ |
| Finalista     | 1. | 8 listopada 1998 | Bogota  | Ceglana      | Mariano Zabaleta | 4:6, 4:6     |